# زناري
زناري هي قرية في مقاطعة ميانة، إيران. عدد سكان هذه القرية هو 110 في سنة 2006.